# Остриков, Андрей Александрович
Андрей Александрович Остриков (родился 2 июля 1987 в Москве) — российский регбист, лок (замок).

## Ранние годы

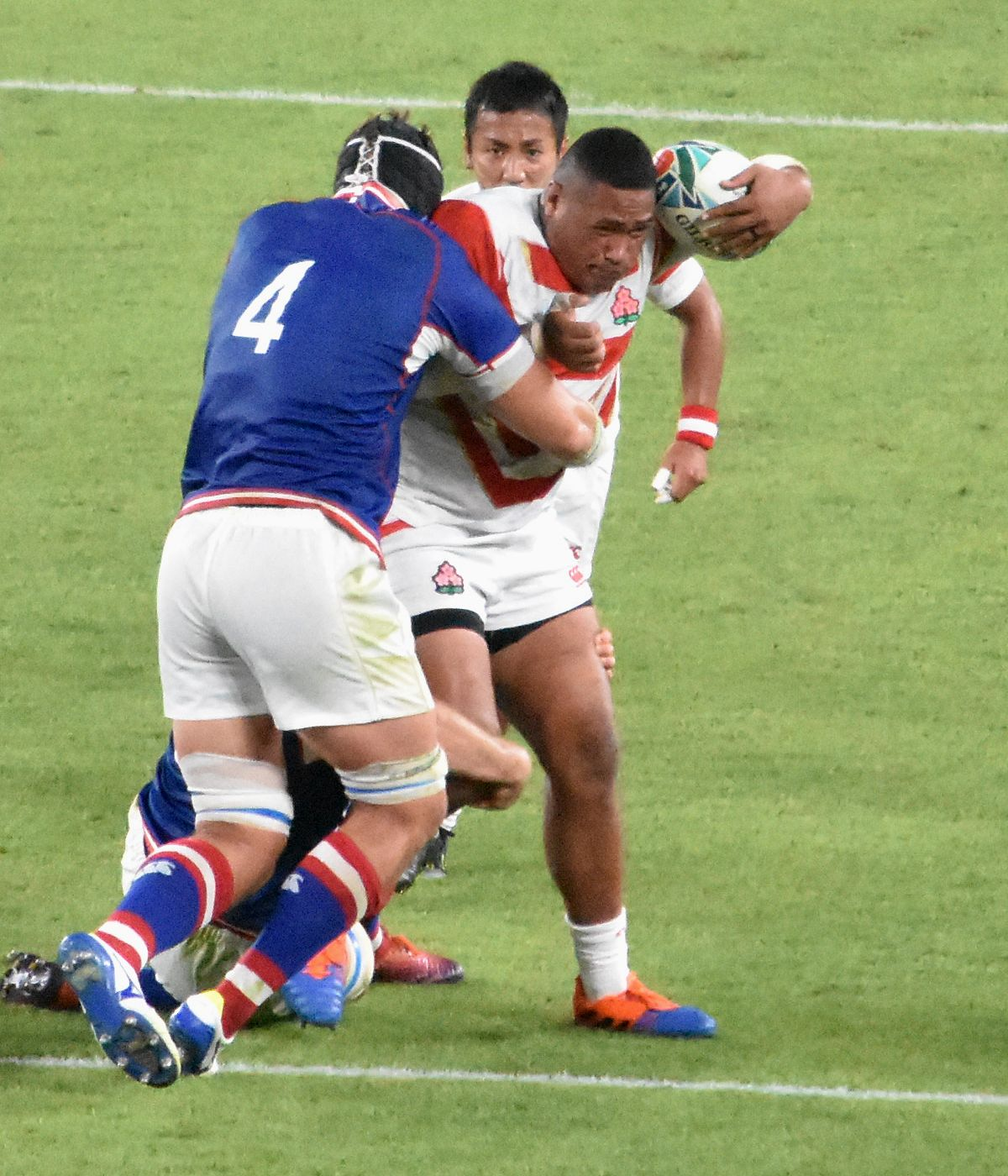
Остриков на КМ-2019

До 15 лет Андрей занимался волейболом в Зеленоградской СДЮШОР №111, после чего решил попробовать себя в регби в ДЮСШ-10 города Зеленограда. Входил в состав юниорских сборных России по регби до 18-19 лет.

## Карьера

### Клубная
После молодёжного чемпионата мира до 19 лет, в городе Дубай (ОАЭ), был замечен скаутами французского клуба «Ажен». Там же, спустя пару месяцев Остриков подписал свой первый профессиональный контракт на 3 года в 2006 году. Первые два года играл за молодёжную команду «Ажена». А на третий год, в 2008 году, состоялся полноценный дебют россиянина в профессиональном регби французского дивизиона PRO D2. В 2009 году Андрей переходит из «Ажена» в «Орийак» в том же дивизионе PRO D2 и проводит там ещё 2 года. После чего гигант европейского регби «Клермон Овернь» открыто интересуется им. Но в 2011 году спортивный директор английского клуба «Сейл Шаркс» Стив Даймонд (в прошлом тренер сборной России по регби), переманивает Острикова на Туманный Альбион. За четыре года в «Сейл Шаркс» Андрей получал отличные отзывы от спортивных журналистов и болельщиков. Сезон 2012/2013 Остриков практически целиком пропустил из-за травмы плеча. В сезоне 2014/2015 принимал участие в Кубке европейских чемпионов по регби. В 2015 году Остриков продлил контракт с «Сейл Шаркс» на два года.
9 мая 2024 года Остриков объявил о завершении игровой карьеры: будучи игроком «Стад Монтуа», в своём последнем матче он получил четырёхматчевую дисквалификацию за грубую игру.

### В сборной

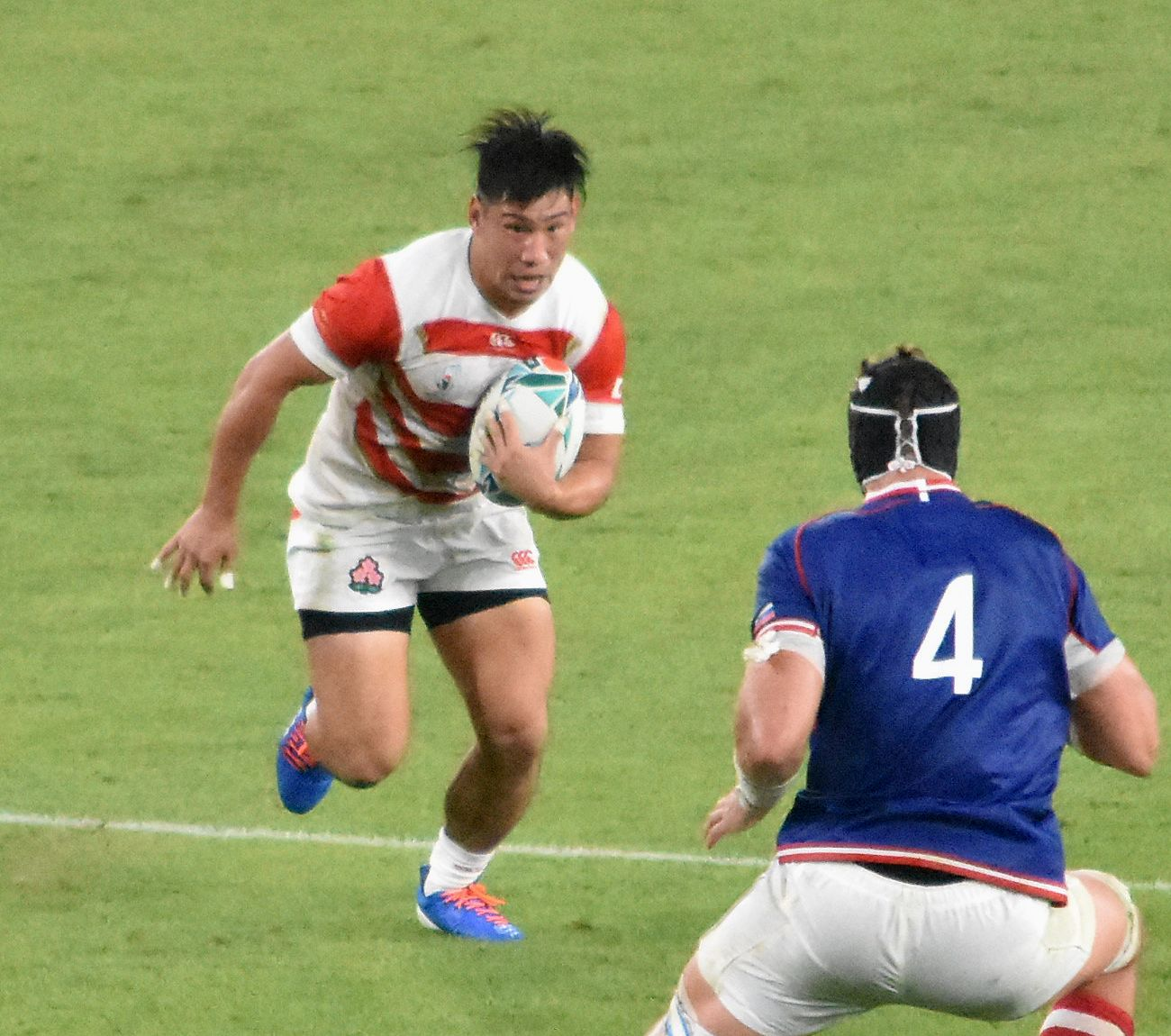
Андрей Остриков (номер 4) и Рёто Накамура на чемпионате мира 2019 года

Дебют Андрея в сборной России состоялся 1 марта 2008 года в Краснодаре. Тогда в 20-летнем возрасте он помог «медведям» одолеть сборную Португалии (41:26). С тех пор провел 25 игр в регбийке национальной сборной России, являясь одним из незаменимых игроков в команде. Участвовал в чемпионатах мира 2011 и 2019 годов.
На чемпионате мира 2011 года был самым молодым игроком в сборной России.

## Личная жизнь
Женат. Свободно разговаривает на английском и французском языках.